# Gerweis
Gerweis ist eine Ortschaft und eine Katastralgemeinde der Gemeinde Echsenbach im Bezirk Zwettl in Niederösterreich.

## Geografie
Das Dorf liegt südöstlich von Echsenbach am Aubach und wird von den Landesstraßen L8098 und L 8099 erschlossen, die sich im Ort kreuzen.

## Siedlungsentwicklung
Zum Jahreswechsel 1979/1980 befanden sich in der Katastralgemeinde Gerweis insgesamt 55 Bauflächen mit 28.954 m² und 32 Gärten auf 8.689 m², 1989/1990 gab es 63 Bauflächen. 1999/2000 war die Zahl der Bauflächen auf 149 angewachsen und 2009/2010 bestanden 60 Gebäude auf 134 Bauflächen.

## Geschichte
Laut Adressbuch von Österreich waren im Jahr 1938 in Gerweis ein Gastwirt, ein Gemischtwarenhändler, ein Schmied, ein Viehhändler, ein Zimmermeister und mehrere Landwirte ansässig.

## Bodennutzung
Die Katastralgemeinde ist landwirtschaftlich geprägt. 334 Hektar wurden zum Jahreswechsel 1979/1980 landwirtschaftlich genutzt und 95 Hektar waren forstwirtschaftlich geführte Waldflächen. 1999/2000 wurde auf 328 Hektar Landwirtschaft betrieben und 98 Hektar waren als forstwirtschaftlich genutzte Flächen ausgewiesen. Ende 2018 waren 321 Hektar als landwirtschaftliche Flächen genutzt und Forstwirtschaft wurde auf 97 Hektar betrieben. Die durchschnittliche Bodenklimazahl von Gerweis beträgt 30 (Stand 2010).